# Bristol Siddeley Orpheus
Bristol Siddeley Orpheus byl jednohřídelový proudový motor vyvinutý společností Bristol Siddeley pro různé lehké stíhací a cvičné letouny jako Folland Gnat nebo Fiat G.91. Později Orpheus posloužil jako jádro pro první dvouproudový motor s vektorováním tahu - Rolls-Royce Pegasus, který našel uplatnění v sérii letounů Harrier.

## Použití
- Breguet Taon
- Fiat G.91
- Folland Gnat
- Fuji T-1
- HAL HF-24 Marut
- Helwan HA-300
- Hunting H.126
- Short SB.5

## Specifikace (Orpheus BOr.3 / Mk.803)

### Technické údaje
- Typ: jednohřídelový proudový motor
- Průměr: 823 mm
- Délka: 1 916 mm
- Hmotnost suchého motoru: 379 kg

### Součásti
- Kompresor: 7stupňový axiální kompresor
- Spalovací komora: hybridní se sedmi plamenci
- Turbína: jednostupňová

### Výkony
- Maximální tah: 22 kN
- Celkový poměr stlačení: 4,4:1
- Teplota plynů před turbínou: 640 °C
- Měrná spotřeba paliva: 110,1 kg/(kN h)
- Poměr tah/hmotnost: 0,0587 kN/kg